# Роберто Белармино
Свети Роберто Франческо Ромоло Белармино (на италиански: Roberto Francesco Romolo Bellarmino) е италиански йезуит, теолог, кардинал и светец на Римокатолическата църква. Той е един от 33-мата отци на Църквата.
Мнозина католици го смятат за велик човек, който е съветник на няколко последователни папи, автор на важни трактати по теология. За други Белармино е маниак, който цени църковната власт повече от живота на невинни хора. Той е известен като „Чука срещу еретиците“ и прави всичко възможно да унищожи всеки, който се противопоставя на Църквата. Играе важна роля при преследванията срещу Галилей и стои зад мъченията и екзекуцията на Джордано Бруно, изгорен на кладата през 1600 г.
Неговото главно произведение е „Disputationes de controversiis christianae fidei adversus hujus temporis haereticos“ (Рим, 1581).

## Биография
Роден е на 4 октомври 1542 година в Монтепулчано, Италия, син на Винченцо Белармино и съпругата му Кинция Червини, сестра на папа Марцел II. Следва философия в Рим, във Флоренция (астрономия), в Монреале и теология в Падуа. Завършва теология в Льовен, където през 1570 г. е ръкоположен за свещеник. През 1576 г. папа Григорий XIII го извиква в Университета в Рим.
В Рим поема катедрата апологетика в Collegium Romanum. През 1599 г. папа Климент VIII го помазва за епископ. Той става велик инквизитор в процеса против Джордано Бруно. През 1602 г. е изпратен като архиепископ в Капуа. През 1605 г. папа Лъв XI го извиква като съветник по теология обратно в Рим. В Рим той се запознава с Галилео Галилей.
През 1620 г. той става кардиналсвещеник на Санта Праседе. Той остава в Рим до смъртта си на 17 септември 1621 г., където е погребан в църквата Сант’Игнацио до гроба на Свети Алойзий Гонзага.
На 13 май 1923 г. папа Пий XI го прави блажен и на 29 юни 1930 на Светия. През 1931 г. е издигнат на църковен учител.

## Произведения
- Judicium de libro, quem Lutherani vocant Concordiae. 1585
- Disputationes de controversiis Christianae fidei adversus hujus temporis haereticos. Ingolstadt 1586 – 93
- De translatione imperii Romani a Graecis ad Francos, adversus Matthiam Flaccium Illyricum. 1589
- Christianae doctrinae explicatio. 1603
- Tractatus de potestate summi Pontificis in rebus temporalibus. 1610
- Institutiones linguae Hebraicae. Genf 1616
- Explanatio in Psalmos. – Düsseldorf 1761 – 1765. Digital, Universitäts-und Landesbibliothek Düsseldorf; 4, 5, 6
- De gemitu columbae sive de bono lacrymarum